# Axonolaimus diegoensis
Axonolaimus diegoensis är en rundmaskart som beskrevs av Allgen 1947. Axonolaimus diegoensis ingår i släktet Axonolaimus och familjen Axonolaimidae. Inga underarter finns listade i Catalogue of Life.